# Vaux (Allier)
Vaux é uma comuna francesa na região administrativa de Auvérnia-Ródano-Alpes, no departamento Allier. Estende-se por uma área de 18,1 km². Em 2010 a comuna tinha 1 169 habitantes (densidade: 64,6 hab./km²).